# Thraxan planus
Thraxan planus är en tvåvingeart som beskrevs av Yeates och Christine Lynette Lambkin 1998. Thraxan planus ingår i släktet Thraxan och familjen svävflugor. Inga underarter finns listade i Catalogue of Life.